# .br
br. دامنه اینترنتی کشور برزیل است.